# Kozárdi-patak
A Kozárdi-patak egy kisebb vízfolyás Nógrád vármegyében, a Cserhát északi részén. A névadó Kozárd településtől északra ered, mintegy 330 méteres tengerszint feletti magasságban. A forrásától kezdve délnyugati, majd nyugati irányban halad, több kilométeren át a 2128-as út mellett, azt kísérve. Egy duzzasztott tava is van, már Ecseg területén, s e község központja táján ér véget, beletorkollva a Szuha-patakba.

## Keresztező műtárgyak
Kozárd község belterületén néhány kisebb híd keresztezi, Ecseg területén pedig két jelentősebb keresztező műtárgya van: a tavának völgyzáró gátja, illetve utolsó szakaszán a 2128-as út hídja.

## Part menti települések
- Kozárd
- Ecseg